# Parque nacional de Cutervo
El Parque Nacional de Cutervo es el área natural protegida más antigua de Perú, establecida en 1961. Se encuentra ubicado en los Andes del norte del país, en el departamento de Cajamarca, y abarca una superficie de 82.14 km² (8214.23 ha). Protege áreas de bosques montanos y páramos para conservación de cabeceras de cuenca. Además, es el hábitat de especies animales como el oso de anteojos, el tapir de montaña, y el guácharo; y de especies vegetales como las palmas de cera.

## Historia
La ocupación humana en la zona se remonta a la época precolombina, como lo demuestran restos arqueológicos presentes en el interior del parque nacional (Sitio Arqueológico El Perolito).
En 1938, como consecuencia de la octava Conferencia Panamericana en Lima, se fundó una sociedad conservacionista de la naturaleza: El Comité Nacional de Protección de la Naturaleza. Muchos habitantes e instituciones de Cutervo simpatizaron con la sociedad. Entre ellos destacó la Federación Cultural de Cutervo-Lima, la cual presentó un proyecto al Ministerio de Agricultura para un parque nacional en Cutervo. Sin embargo, el proyecto fue desestimado.
En 1956, Salomón Vílchez Murga, biólogo, fue elegido como diputado por el departamento de Cajamarca. Durante su mandato, presentó al Congreso de la República un proyecto para la creación del parque nacional de Cutervo que se promulgó como ley (Ley n.º 13694) el 8 de septiembre de 1961. Esta ley entró en vigor el 20 de septiembre de ese mismo año y el parque nacional de Cutervo se creó oficialmente con una superficie de 2500 ha (25 km²).
Desde el año 2000, se estudió la propuesta de aumentar la extensión del parque. El parque nacional de Cutervo finalmente amplió su área a los actuales 82.14 km² por la Ley n.º 28860, el 3 de agosto de 2006. En 2007, se creó una zona de seguridad alrededor del parque nacional con el fin de disminuir la presión y las amenazas a los ecosistemas.

## Ecología
El parque protege parte de la ecorregión de las yungas peruanas y abarca una gran variedad de comunidades ecológicas, tales como bosques húmedos montanos, pastizales altoandinos por encima de 3000 m y ecosistemas acuáticos (ríos y lagos pequeños).

### Flora
Se han reportado alrededor de 742 especies de plantas vasculares en el interior del parque. Entre esas especies, hay muchos árboles planifolios (por ejemplo: Chionanthus pubescens, Cornus peruviana, Hedyosmum scabrum, Morus insignis, Ocotea arnottiana, Prunus integrifolia, Polylepis multijuga, Vallea stipularis, etc.), una conífera (Podocarpus oleifolius) y palmeras (por ejemplo: Ceroxylon spp.). Además, aproximadamente ochenta y ocho morfoespecies de orquídeas se han reportado en el interior del parque.

### Fauna
El parque nacional de Cutervo es hogar de especies de mamíferos en peligro de extinción como la nutria neotropical, el tapir de montaña, el oso de anteojos, la paca de montaña, el oso hormiguero gigante y una especie de gato salvaje (Leopardus colocolo). También hay presencia de aves como el guácharo, el quetzal de cabeza dorada y el gallito de las rocas. Una especie de bagre (Astroblepus rosei) habita en las corrientes de agua subterránea de las cuevas en el interior del parque.

## Actividades turísticas
Es posible acampar y hacer caminatas en la zona, siendo la temporada entre julio y octubre la mejor para llevar a cabo esas actividades.
Hay varias cuevas dentro del parque, siendo las tres principales: Gruta de los Guácharos, Gruta Blanca y la Gruta del Murciélago. Las cuevas presentan estalactitas y estalagmitas, así como riachuelos subterráneos, hogar de una especie rara de bagre (Astroblepus rosei).
Otra atracción turística son los bosques de palmeras, que tienen belleza escénica y un gran valor ecológico, ya que los frutos de estas palmeras son la principal fuente de alimento para los guácharos.
Es posible visitar las cimas de las montañas, donde está presente el ecosistema conocido como páramo. Aquí los pastizales y pequeños lagos dominan el paisaje.